# بارلو (پنسیلوانیا)
بارلو (به انگلیسی: Barlow) یک منطقهٔ مسکونی در ایالات متحده آمریکا است که در پنسیلوانیا قرار دارد.